# Stationen Saint-Lazare

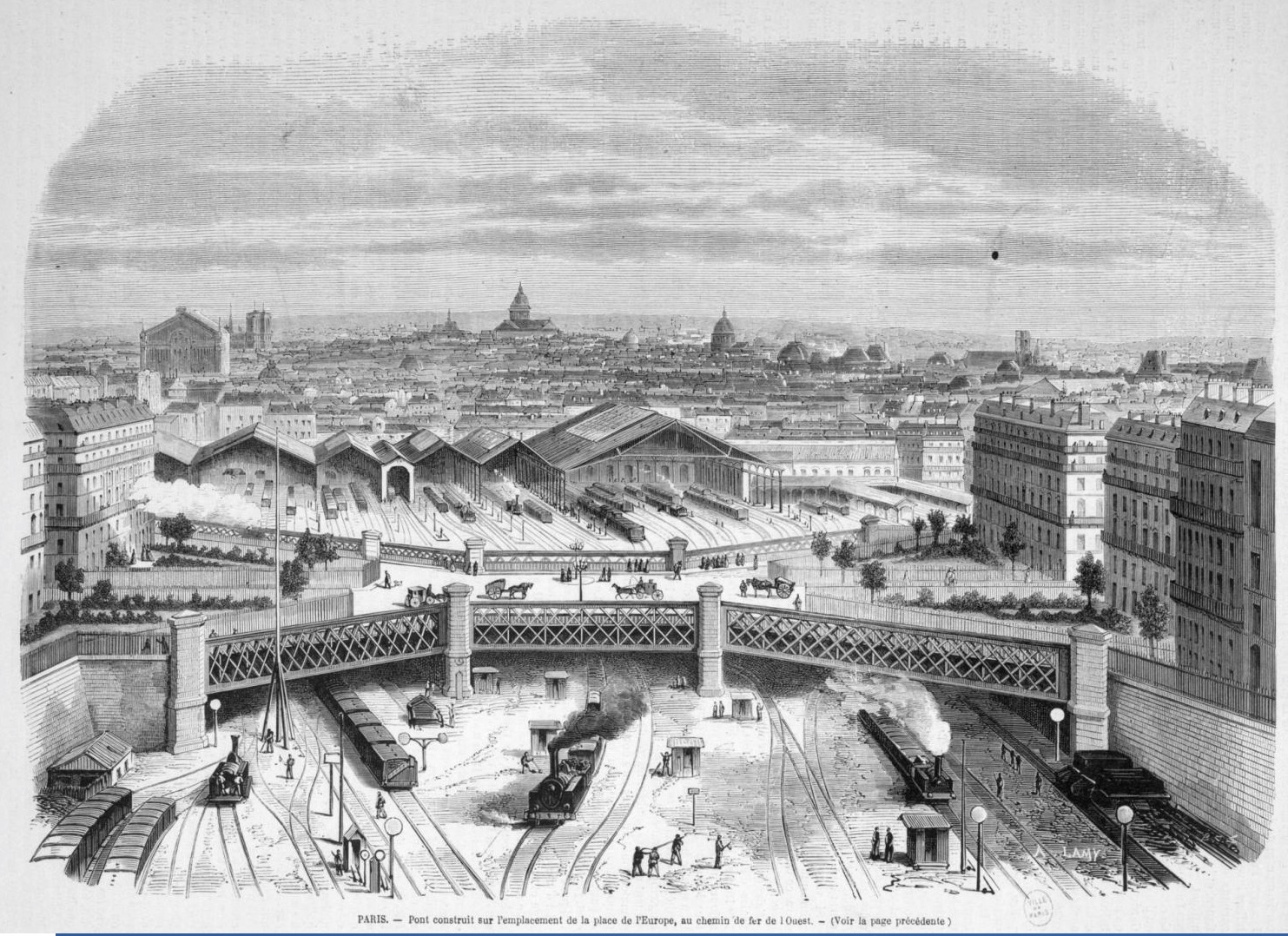
Fotografi över järnvägsstationen Saint-Lazare från 1868.

När Edouard Manet målar Saint-Lazare står människorna i centrum och järnvägsspår och ångan är i bakgrunden. Järnvägen (1873), National Gallery of Art.

Stationen Saint-Lazare (franska: La Gare Saint-Lazare) är en serie oljemålningar av den franske impressionistiske konstnären Claude Monet. Den omfattar tolv målningar, samtliga utförda året 1877.
Målningen visar järnvägsstationen Saint-Lazare i Paris. Monet var bosatt i Argenteuil 1871–1878, en mindre ort som låg utmed järnvägslinjen mellan Le Havre i Normandie – där Monet vuxit upp – och Saint-Lazare, Paris. I januari 1877 hyrde Monet en liten lägenhet i Paris i närheten av Saint-Lazare. Parallellt började han måla de tolv målningarna av järnvägsstationen. De fyra första versionerna var interiörer och är möjligen de mest kända. Sju av stationsmålningarna ställde Monet ut på den tredje impressionist-utställningen i Paris samma år. 
Monet målade framför allt landskap och Stationen Saint-Lazare är därför ovanlig eftersom den avbildar stadsmiljö. Monet var i första hand inte intresserad av att avbilda människor, de förekommer i flera målningar mer eller mindre flyktigt. Monet ville istället återge ögonblickets stämningar, samspelet mellan ånga och ljus, rörelse och maskinbuller. Emile Zola beskrev målningen: "Man kan höra de in- och utgående tågens frustande. Detta är dagens måleri: moderna scener, härligt..." Monet föredrog dock landsbygden och flyttade sedermera till Giverny där han fokuserade på mer lantliga motiv. Han fortsatte dock med att måla samma motiv i långa serier, till exempel höstackar, popplar och näckrosor.

## Olika versioner
| Namn                                                  | Museum                                  | Plats          | Storlek  | #    | Illus. |
| ----------------------------------------------------- | --------------------------------------- | -------------- | -------- | ---- | ------ |
| La Gare Saint-Lazare                                  | Musée d'Orsay                           | Paris          | 75 × 104 | W438 |        |
| Gare Saint-Lazare Arrivee Train                       | Fogg Museum                             | Cambridge, USA | 82 × 101 | W439 |        |
| La Gare Saint-Lazare, le train de Normandie           | Art Institute of Chicago                | Chicago        | 60 × 80  | W440 |        |
| La Gare Saint-Lazare                                  | National Gallery                        | London         | 53 × 72  | W441 |        |
| Le Pont de l'Europe, gare Saint-Lazare                | Musée Marmottan Monet                   | Paris          | 64 × 81  | W442 |        |
| Extérieur de la gare Saint-Lazare, effet de soleil    | Privat ägo                              |                | 60 × 81  | W443 |        |
| Extérieur de la gare Saint-Lazare, arrivée d'un train | Privat ägo                              |                | 60 × 72  | W444 |        |
| Les Voies à la sortie de la gare Saint-Lazare         | Pola Museum of Art                      | Hakone, Japan  | 60 × 80  | W445 |        |
| La Gare Saint-Lazare, vue extérieure                  | Privat ägo                              |                | 60 × 80  | W446 |        |
| La Gare Saint-Lazare, vue extérieure                  | Privat ägo                              |                | 64 × 81  | W447 |        |
| La Gare Saint-Lazare, les signaux                     | Niedersächsisches Landesmuseum Hannover | Hannover       | 65 × 81  | W448 |        |
| La Tranchée des Batignolles                           | Würth Collection                        | Rom            | 38 × 46  | W449 |        |